# Lac de Tramonti
Le lac de Tramonti (également appelé lac de Redona) est un lac artificiel situé dans le val Tramontina, entre les communes de Tramonti di Sopra et Tramonti di Sotto, dans la province de Pordenone.

## Caractéristiques
Le barrage en forme de dôme, haut de 50,6 m, est situé sur la partie sud du lac, dans la localité de Ponte Racli. Le couronnement est accessible et fait partie de la route d’accès des hameaux de Chievolis, Inglagna, Posplata et de deux centrales hydroélectriques situées à proximité qui exploitent l'eau de la rivière Meduna : le lac de Cà Selva et le lac de Cà Zul.

### Données techniques
- Surface : 1,6 km2
- Surface du bassin versant : 220 km2
- Altitude au réglage maximum : 313 m
- Hauteur maximale du bassin versant : 2 306 m
- Profondeur maximale : 70,25 m
- Volume : 25 millions de m3

## Réalisation
Les travaux de construction, achevés en 1952, bloquaient la Meduna dans le val Tramontina et impliquaient l'abandon du vieux village de Movada, dont les vestiges émergent encore lorsque le lac est à sec.
Le projet, réalisé par Saici (une entreprise agricole et industrielle anonyme pour la production de cellulose en Italie), est destiné à alimenter le grand complexe de production de Torviscosa.